# Kondemnation
Kondemnation (av lat. condemnare, fördöma, domfälla), är när ett fartyg förklaras vara icke sjödugligt. Ofta är det då så skadat att det ej är möjligt eller ekonomiskt försvarbart att reparera till sjödugligt skick.
Även att i krigstid förklara ett beslagtaget fientligt handelsfartyg för god pris.